# Bataille de Muros
Neuvième guerre d'Italie
Batailles
- Perpignan
- Muros
- Nice
- Cérisoles
- Serravalle
- Saint-Dizier
- Boulogne
- Solent

La bataille de Muros opposa en 1543, au large de la Galice, une flotte espagnole commandée par Álvaro de Bazán le Vieux (es) (ou l'Aîné), père du jeune Alvaro de Bazan, également présent, qui n'avait pas 18 ans, à une flotte française commandée par Jean de Clamorgan, à bord du Ponan, qui fut anéantie, malgré la conduite héroïque de son chef.
Ceci mit un terme au pillage entamé par les Français dans les villes de Laxe, Corcubión et  Finisterre.